# Паскевич, Фёдор Иванович
Светлейший князь Варшавский, граф Фёдор Ива́нович Паске́вич-Эрива́нский (13 февраля 1823 — 16 июня 1903, Гомель)  — русский генерал-лейтенант, генерал-адъютант (20.01.1856) из рода Паскевичей, единственный сын и наследник генерал-фельдмаршала И. Ф. Паскевича.

## Военная служба

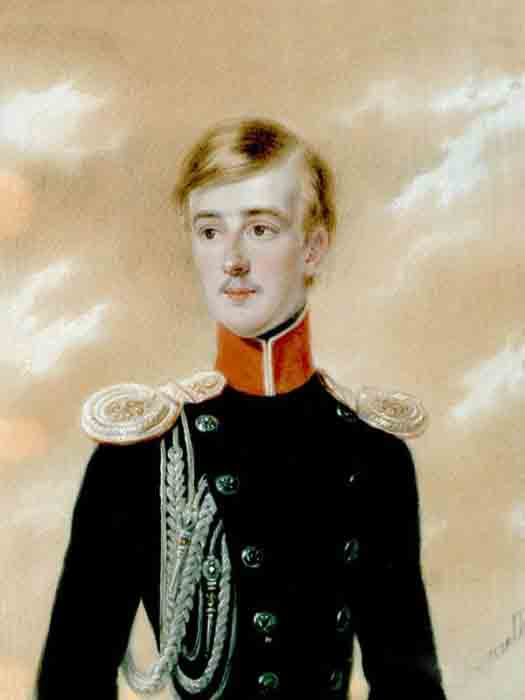

За заслуги отца 6 октября 1831 года присвоен чин прапорщика Эриванского полка. После перевёлся в лейб-гвардии Преображенский полк. Вместе с другими прогрессивно мыслящими молодыми офицерами входил в кружок шестнадцати. С 1839 года — флигель-адъютант, затем — поручик лейб-гвардии Преображенского полка.
Принимал участие в военных действиях на Кавказе. Отличился в подавлении восстания в Венгрии 1848—1849 годах, был произведен в полковники. За отличие в Крымской войне 6 (18) декабря 1854 года пожалован чин генерал-майора с зачислением в Свиту.
В 1852 г. женился на Ирине Ивановне, единственной сестре будущего кавказского наместника Иллариона Воронцова-Дашкова. 20 января 1856 года, в день смерти отца, назначен генерал-адъютантом. В дальнейшем находился в бессрочном отпуске «с правом отлучаться во всякое время за границу». В 1866 году вышел в отставку.
Не позднее 24 сентября 1856 года стал владельцем здания в Санкт-Петербурге, фасады которого выходили на Английскую набережную, 8 и Галерную улицу, 7.

## Мирная жизнь
После оставления службы жил в Гомельской резиденции, которая досталась в наследство от отца.
Во время подготовки крестьянской реформы участвовал в разработке «Общего положения о крестьянах, вышедших из крепостной зависимости», был членом-экспертом комиссии по крестьянскому делу. За работу по проведению крестьянской реформы 1861 года награждён золотой медалью на Александровской ленте.
После выхода в отставку Ф. И. Паскевич занялся дальнейшим обустройством имения. В 1875 году назначен почётным мировым судьей по Могилёвской губернии. В 1888 году указом Александра III присвоено звание почётного гражданина города Гомеля.
В 1870 году в Добруше им было открыто деревообрабатывающее предприятие, через два года перепрофилированное в писчебумажную фабрику.
Умер 16 июня 1903 года. Похоронен в Гомеле в усыпальнице князей Паскевичей.

## Семья
Жена: Графиня Ирина Ивановна Воронцова-Дашкова (1835—1924), детей в браке не имели.

## Память

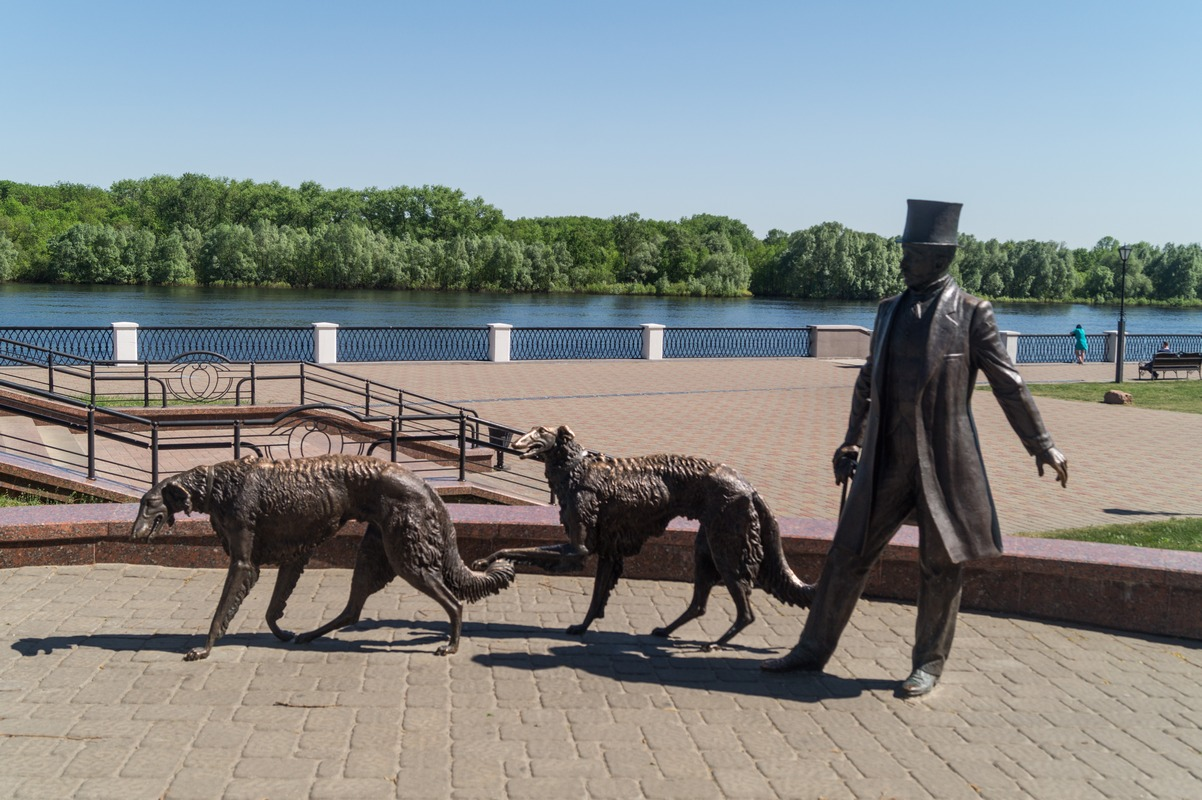
Гомель. Скульптура — Князь Федор Паскевич и его любимые борзые Лорд и Марко. Установлена в парке на набережной реки Сож.

- В 2004 году в центре города Добруша установлен памятник Ф. И. Паскевичу, как основателю бумажной фабрики (скульптор — Дмитрий Попов). Установлен около краеведческого музея.
- Центральная улица Добруша (бывшая ул. К. Маркса) в 2004 году переименована в улицу князя Ф. И. Паскевича.
- В 2015 году открыта скульптура Ф. И. Паскевичу в Гомеле на набережной реки Сож[4] (скульптор — Вячеслав Долгов).

## Награды
Российские:
- Золотая шпага «За храбрость» (1845)[5].
- Орден Святой Анны II степени (1849).
- Орден Святого Владимира III степени (1856).
- Орден Святого Станислава I степени (1857).
- Золотая медаль «За труды по освобождению крестьян» (1861).
- Орден Святой Анны I степени с мечами над орденом (1863).

Иностранные:
- Австрийский Орден Леопольда II степени (1849)[6]
- Нидерландский Военный орден Вильгельма IV степени (1849)
- Прусский Орден Святого Иоанна Иерусалимского с бриллиантами (1851)
- Неаполитанский Константиновский орден Святого Георгия II степени (1852)
- Прусский Орден Красного Орла II степени (1853)
- Персидский Орден Льва и Солнца I степени (1856)
- Французский Орден Почетного Легиона II степени (1858)
- Звезда к прусскому Ордену Красного Орла II степени (1860)
- Неаполитанский Орден Святого Януария I степени (1861)